# ESSEC Business School
ESSEC Business School este o Școală Europeană de Business cu multiple campusuri în locații precum: Cergy, La Défense, Singapore, Rabat și Mauritius. Înființată în 1907.
ESSEC a fost plasată pe locul 16 în rândul Școlilor europene de business, în 2015, potrivit clasamentului realizat de Financial Times. În 2016, programul său de Master în Management s-a plasat pe treilea loc în clasamentul Financial Times. De asemenea, programul său Executive MBA ocupă  locul 45 în lume.
Programele sale sunt triplu acreditate internațional prin AMBA, EQUIS și AACSB. Scoala de business se remarca prin absolvenți de renume în afaceri și politică precum: Tony Estanguet (Campion olimpic), Fleur Pellerin (Ministru).